# Space (группа)
Space (от англ. space — космос; /speɪs/) — французская группа, исполняющая музыку в жанре «космической» электроники и диско. Лидер и основной композитор группы — Дидье Маруани. В первоначальном виде группа просуществовала до 1981 года, позже Маруани воссоздал её, переименовав в Space свой новый коллектив.

## История

### 1970-е
Группа была создана в 1977 году французским продюсером Жан-Филипом Илиеско де Гримальди и композитором / певцом Дидье Маруани, привлекшим к совместной работе клавишника / аранжировщика Ролана Романелли, бас-гитариста Янника Топа, барабанщика Пьера-Алена Даана, а также известную американскую певицу Мадлин Белл.
Дидье Маруани к тому времени имел некоторую известность как сольный поп-исполнитель, но вскоре сосредоточился на своей группе, название которой подсказала композиция «Magic Fly», изначально написанная в 1976 году для телепрограммы, посвящённой астрологии.
Дидье Маруани: «Учитывая слова людей, постоянно говоривших мне, что мелодия напоминает звуки, исходящие из космоса, в качестве названия я выбрал Space».
В ранний период музыканты всячески подчеркивали научно-фантастическую направленность своей группы, часто выступая в сценических костюмах наподобие скафандров. Другой причиной появления на публике в виде «космонавтов» был действующий контракт Дидье Маруани с фирмой «Polydor».
Д. Маруани: «Мы с продюсером предложили моей звукозаписывающей компании выпустить „Magic Fly“ под моим именем, но лейбл решил, что композиция недостаточно хороша для того, чтобы делать это… Мой продюсер нашёл другую фирму, но я не мог „светиться“ под собственным именем, поскольку контракт с моей компанией оставался в силе…Скафандры появились ещё и потому, что в нём никто не мог меня узнать. Пришлось придумывать творческий псевдоним, и я остановился на Ecama».
В конце 1970-х гг. группа выпустила три успешных альбома: Magic Fly (1977), Deliverance (1977) и Just Blue (1978), проданных в общей сложности тиражом более 12 миллионов копий. К моменту записи второй пластинки состав коллектива изменился по сравнению с первоначальным, включая появление американского барабанщика Джо Хаммера и британца Джона «Рино» Эдвардса.
После выхода Just Blue в истории группы произошёл критический момент, связанный с возраставшим желанием её лидера выступать с концертами (ранее невозможными из-за несовершенства доступных моделей синтезаторов), что привело к конфликту с продюсером Жаном-Филиппом Илиеско.
Д. Маруани: «…Все шло хорошо, но в то время я, увидевшись с моим продюсером, сказал ему о своём желании выступать на сцене. На тот момент у нас не было ни одного „живого“ выступления, только телевизионные. Мне удалось получить разрешение на концерт под Эйфелевой башней, при поддержке (радиостанции) „Europe 1“, и прессы тоже, но в конечном итоге мой продюсер решил всё отменить. И тогда я сказал: „Я ухожу“, потому что группа, которая не даёт концертов, рано или поздно погибнет».
После этого группа, во главе которой стал Ролан Романелли, выпустила ещё один альбом — Deeper Zone (1980) — прежде чем окончательно распасться в 1981 году.

### После раскола
Дидье Маруани продолжил сольную карьеру, организовав группу «Paris-France-Transit» (под этим названием он дал концерты в СССР летом 1983 года) и выпустив альбом «Space Opera» (1987). Ролан Романелли также работал сольно, выпустил диск в похожем на «Space» стиле, после чего сосредоточился на работе с французской певицей Барбарой. В 1996 году был выпущен альбом ремиксов, включая несколько новых композиций, написанных Романелли.
До 1990 года группа Маруани выступала под названием Didier Marouani & Space, пока Дидье не получил по суду права на торговую марку spAce, таким образом, воссоздав группу. При этом студийные альбомы «Symphonic Space Dream» (2002) и «From Earth To Mars» (2011) были выпущены под именем Didier Marouani & SpAce.

## Дискография

### Классический период
- 1977 — Magic Fly
- 1977 — Deliverance
- 1978 — Just Blue
- 1980 — Deeper Zone
- 1981 — The Best of Space (сборник с двумя новыми композициями)
- 1996 — Space In A Trance (ремиксы и новые композиции)

### Paris-France-Transit
- 1982 — Paris-France-Transit
- 1983 — Concerts en URSS (live)

### Didier Marouani
- 1987 — Space Opera
- 1995 — Space Magic Concerts (live 1991)

### Didier Marouani & Space
- 2002 — Symphonic Space Dream
- 2011 — From Earth to Mars